# Ретычин
Ретычин (укр. Ретичин) — река в Яворовском районе Львовской области, Украина. Правый приток реки Шкло (бассейн Вислы).
Длина реки 23 км, площадь бассейна 178 км². Крупнейший приток — река Липовец (правый).
Река берет начало у села Песоцкий. Сначала течёт с северо-востока по юго-запад (примерно 4 км), недалеко от села Семировка — с севера на юг (около 2 км), а на северной окраине села Чернилява резко поворачивает на запад, и так течёт до самого впадения в реку Шкло (еще 13 км) около посёлка городского типа Краковец.